# Matosavank
Matosavank (arménien : Մաթոսավանք) est un petit monastère situé dans le massif forestier et montagneux du parc national de Dilidjan, à 3,5 km au nord-ouest de la ville de Dilidjan, dans le marz de Tavush, en Arménie.
Il se trouve à proximité du monastère Jukhtak Vank (en). Le complexe est actuellement en ruine, partiellement recouvert de terre, et se compose d'une église sans coupole, d'un porche et d'une bibliothèque, le tout juxtaposé.

## Architecture
D'après l'inscription sur la pierre de la façade principale, l'église a été érigée en 1205, au moyen de pierres grossièrement taillées et possède une petite structure recouverte d'une voûte, mais il n'y a pas de dôme. Des khatchkars sont installés des deux côtés de l'église, aux entrées. Du côté ouest un porche jouxte l'église. C'est une pièce carrée recouvert d'une voûte. Ses pierres sont tailles grossièrement et enduites de l'intérieur. Elle est éclairée par une seule fenêtre du côté ouest du mur. Sur le sol se trouvent plusieurs pierres tombales (leurs inscriptions sont parfois effacées et illisibles).
Du côté sud de l'église se trouve une bibliothèque, C'est une petite pièce couvert d'une voûte, qui est en très mauvais état 
et dont les murs sont à moitié détruits. Dans le mur sud est percée une fenêtre et dans le mur oriental une entrée. Les traces subsistent de tous ces éléments (église, bibliothèque, porche) mais est en très mauvais état. L'absence de dôme provoque une humidité intérieure et accélère le processus de destruction du monument. 

## État actuel

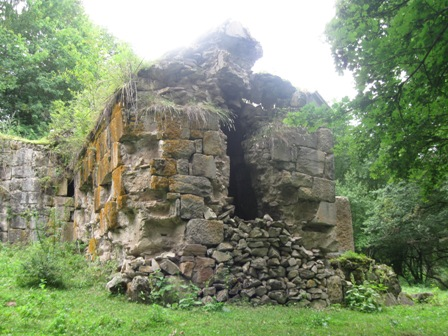
Vue de la bibliothèque

Le complexe est inscrit dans la liste des monuments protégés par l'État sous le numéro «10.3.145». Le vandalisme des visiteurs vient toutefois aggraver la situation de dégradation du bâti avec des traces de peinture sur d'anciennes croix en pierre.

## Galerie

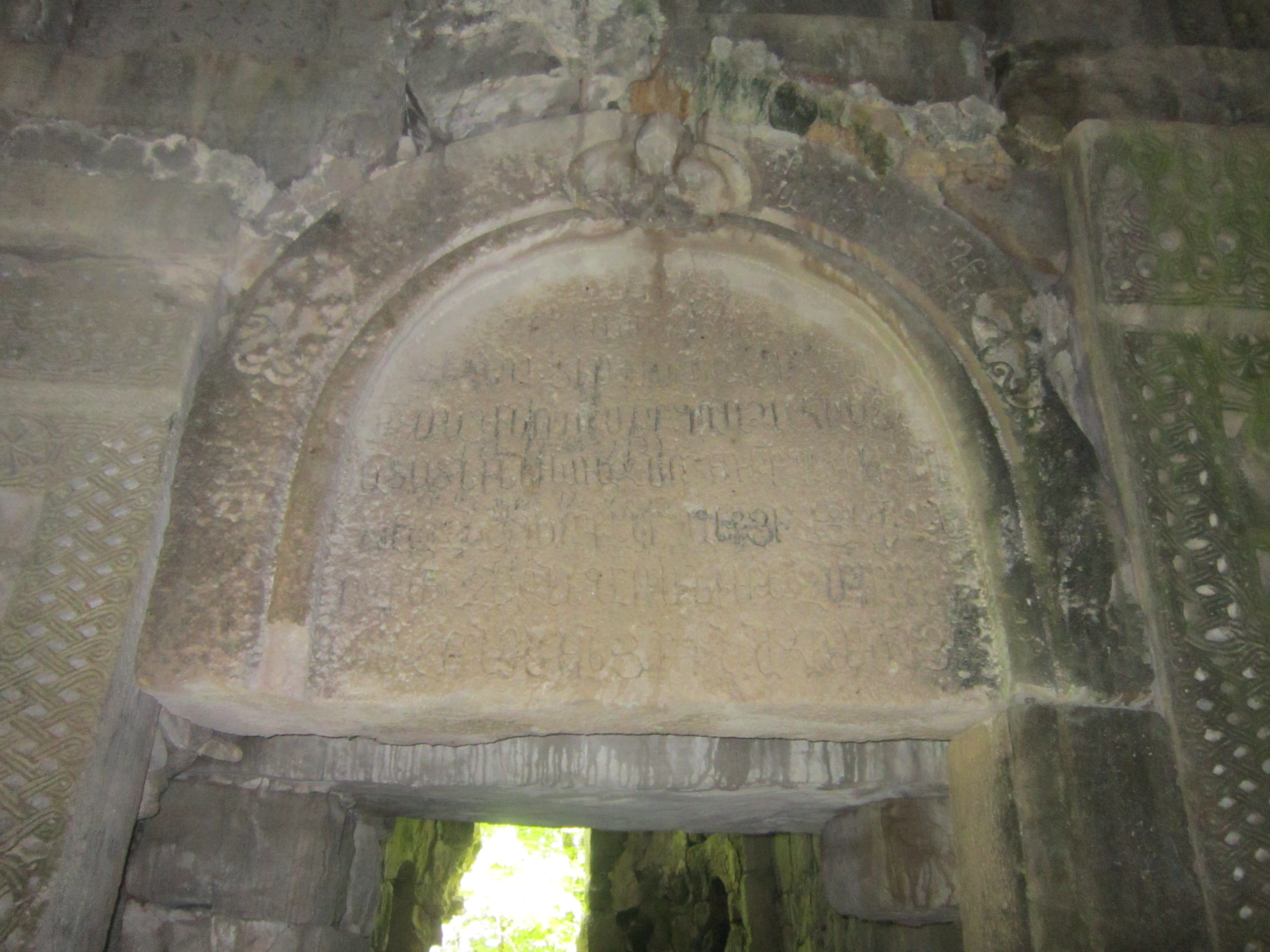
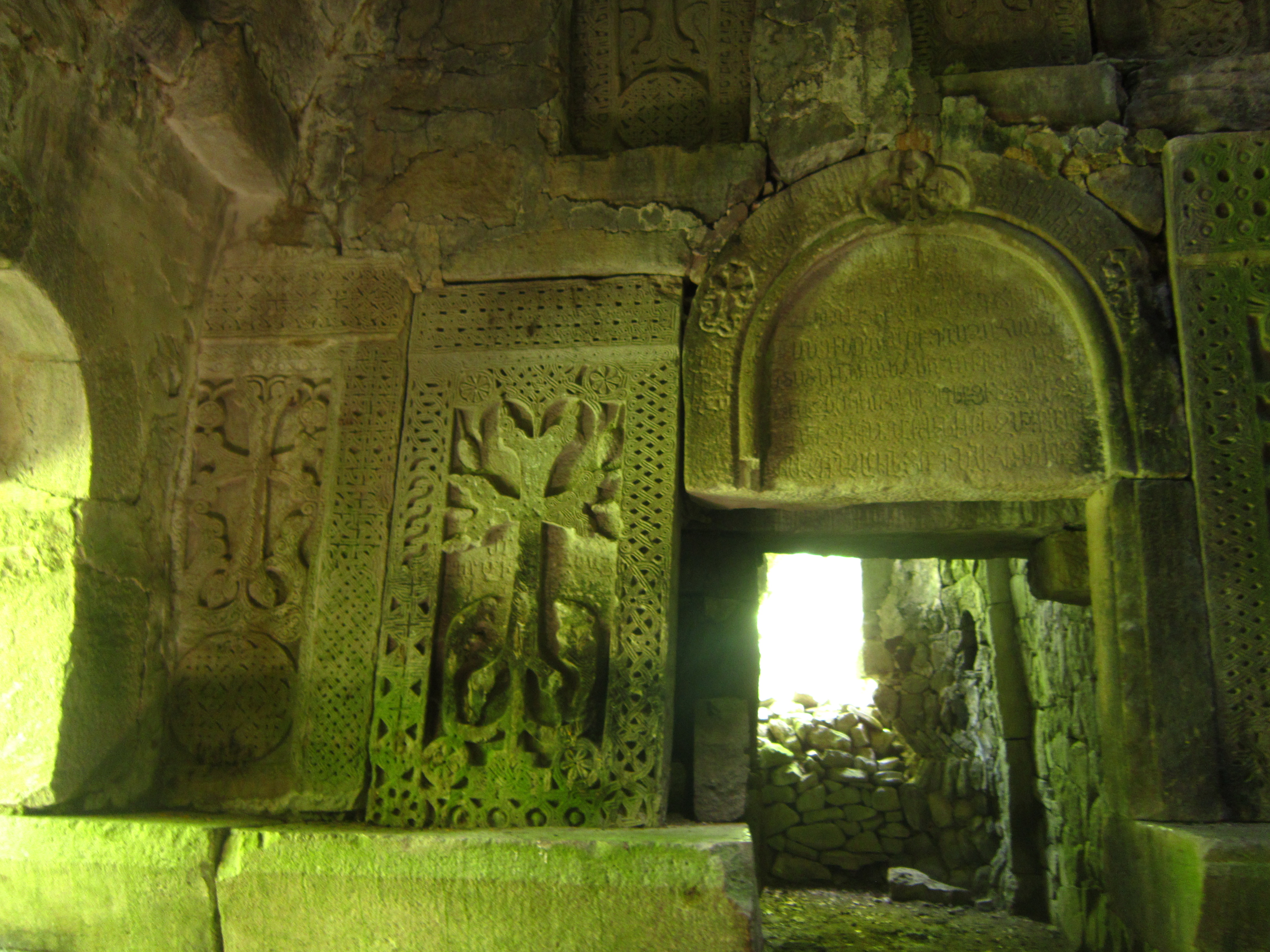
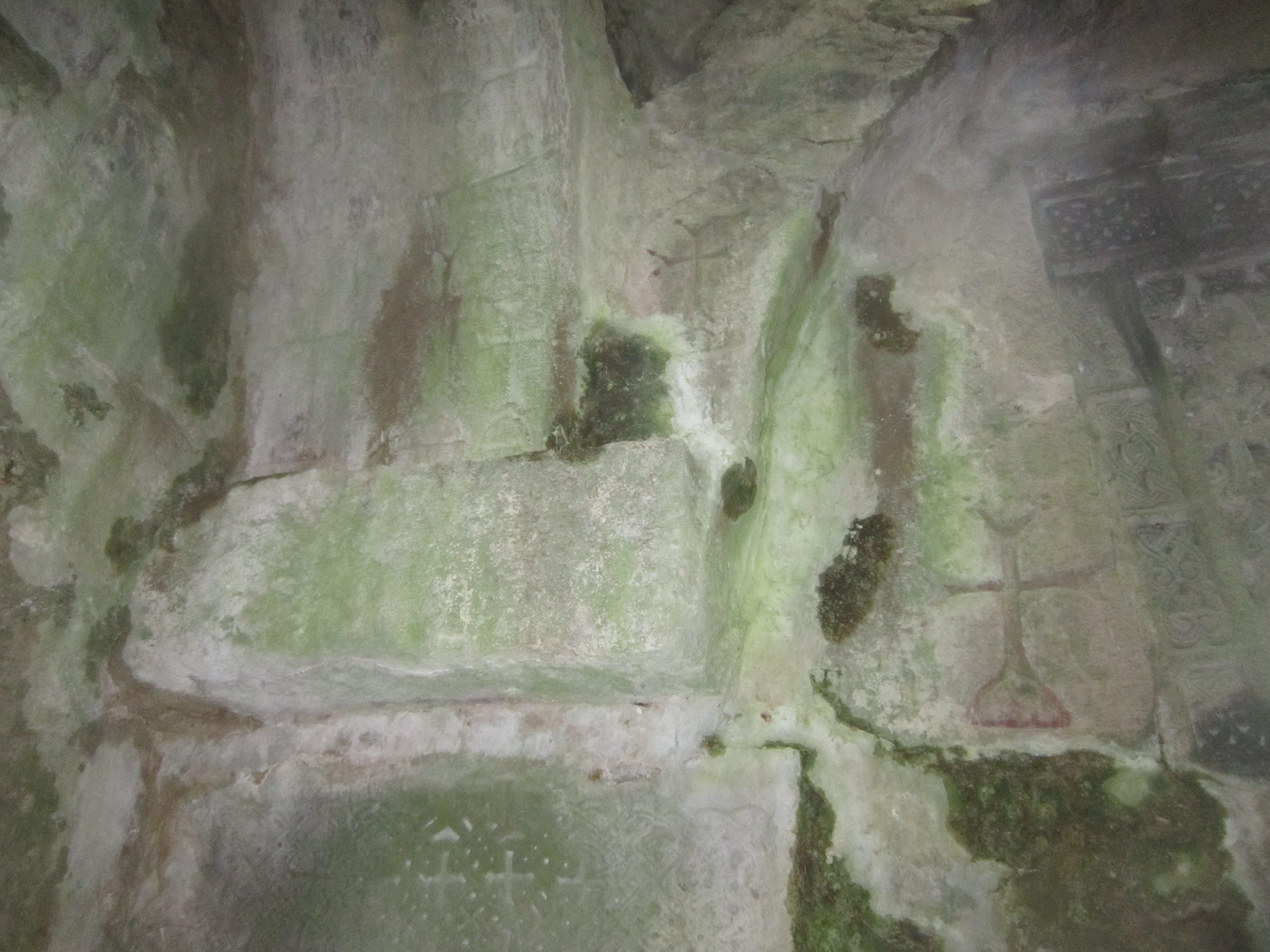
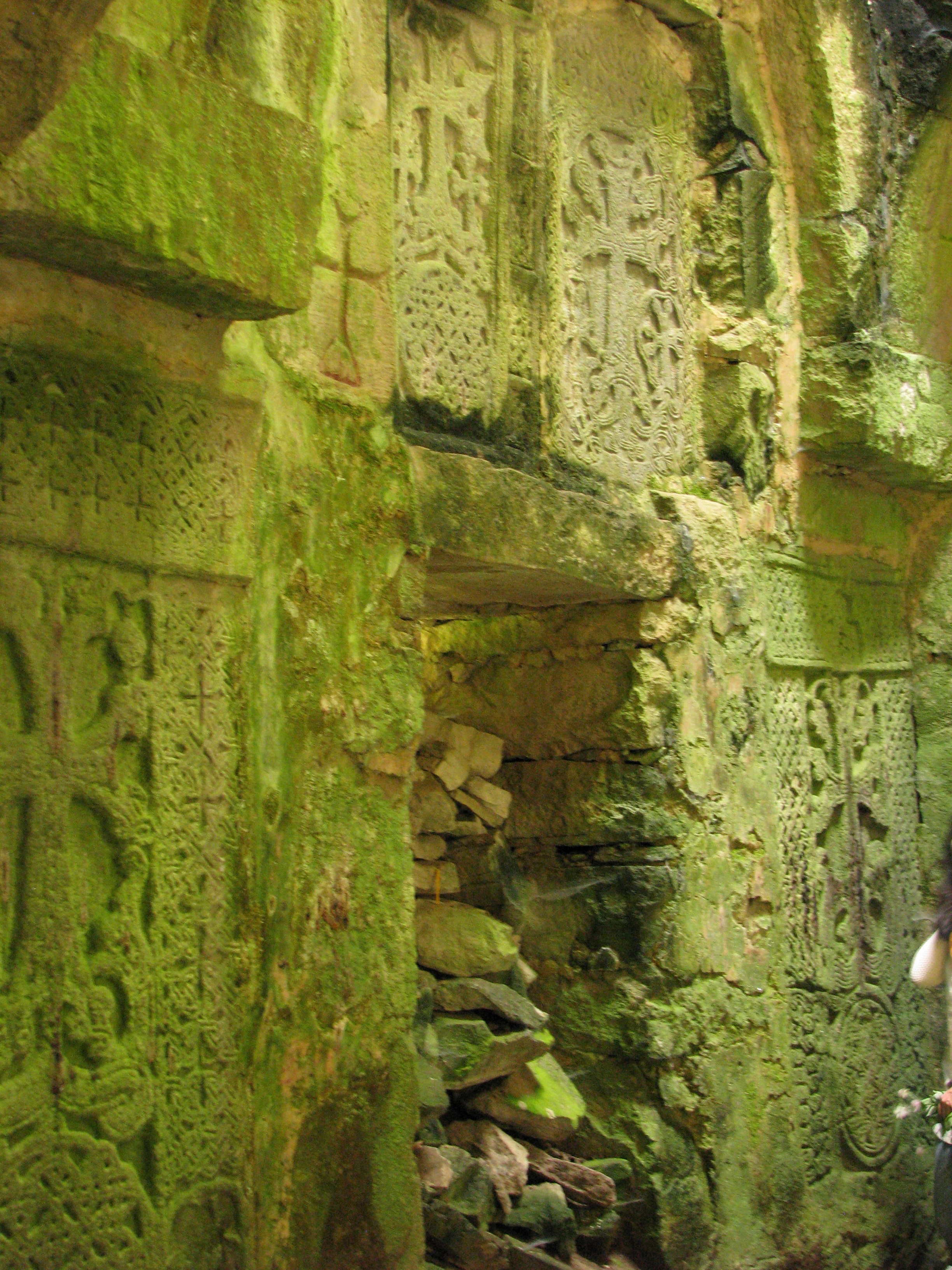
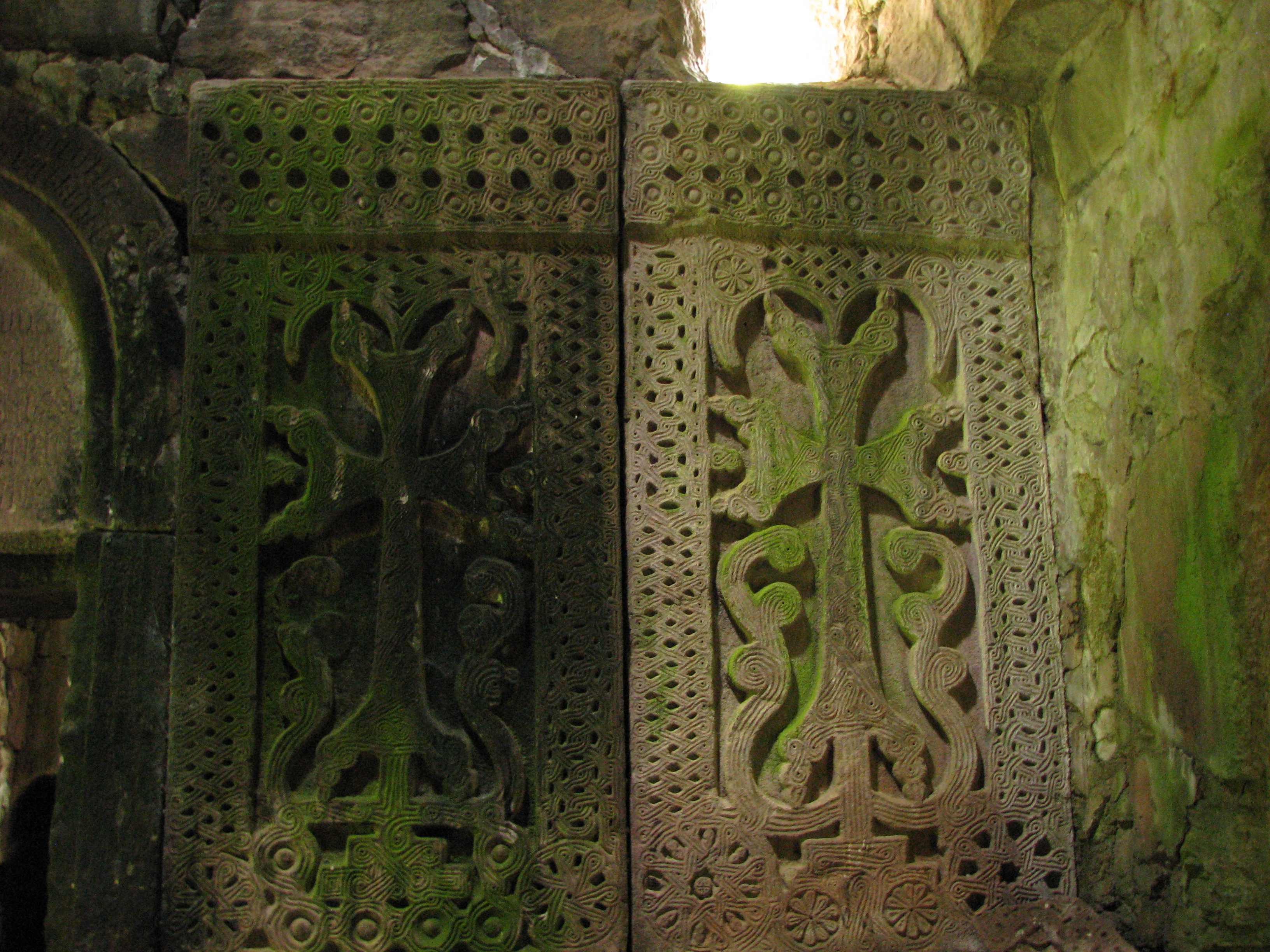
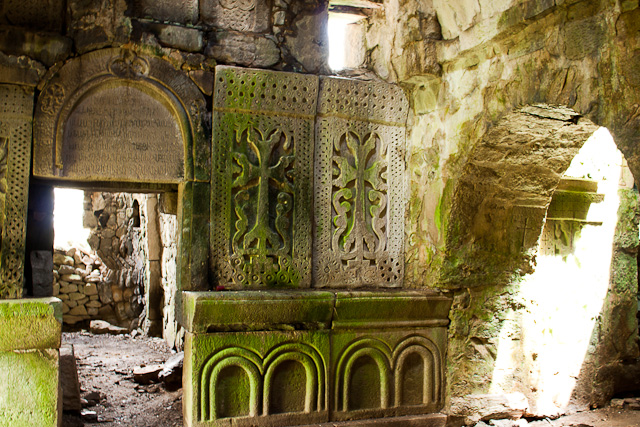
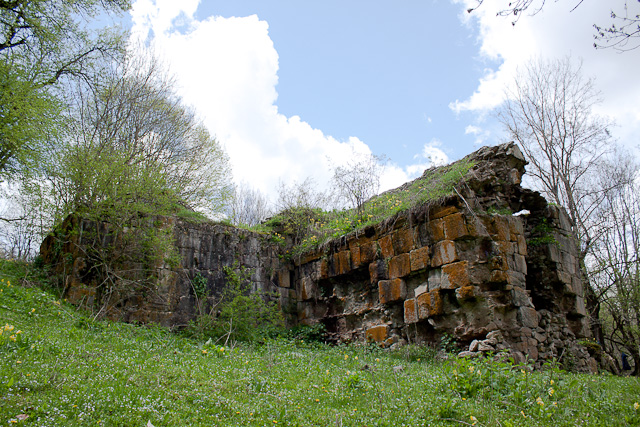
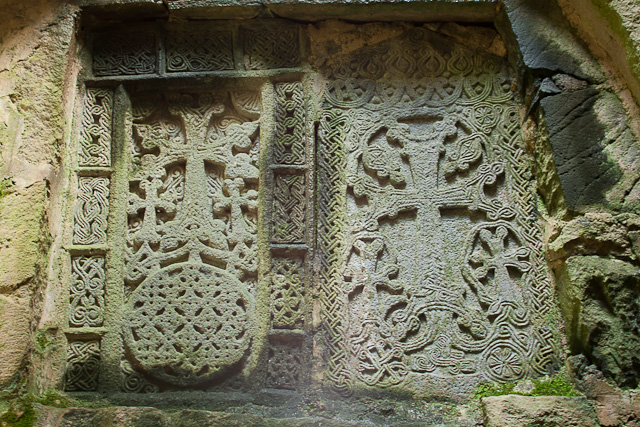
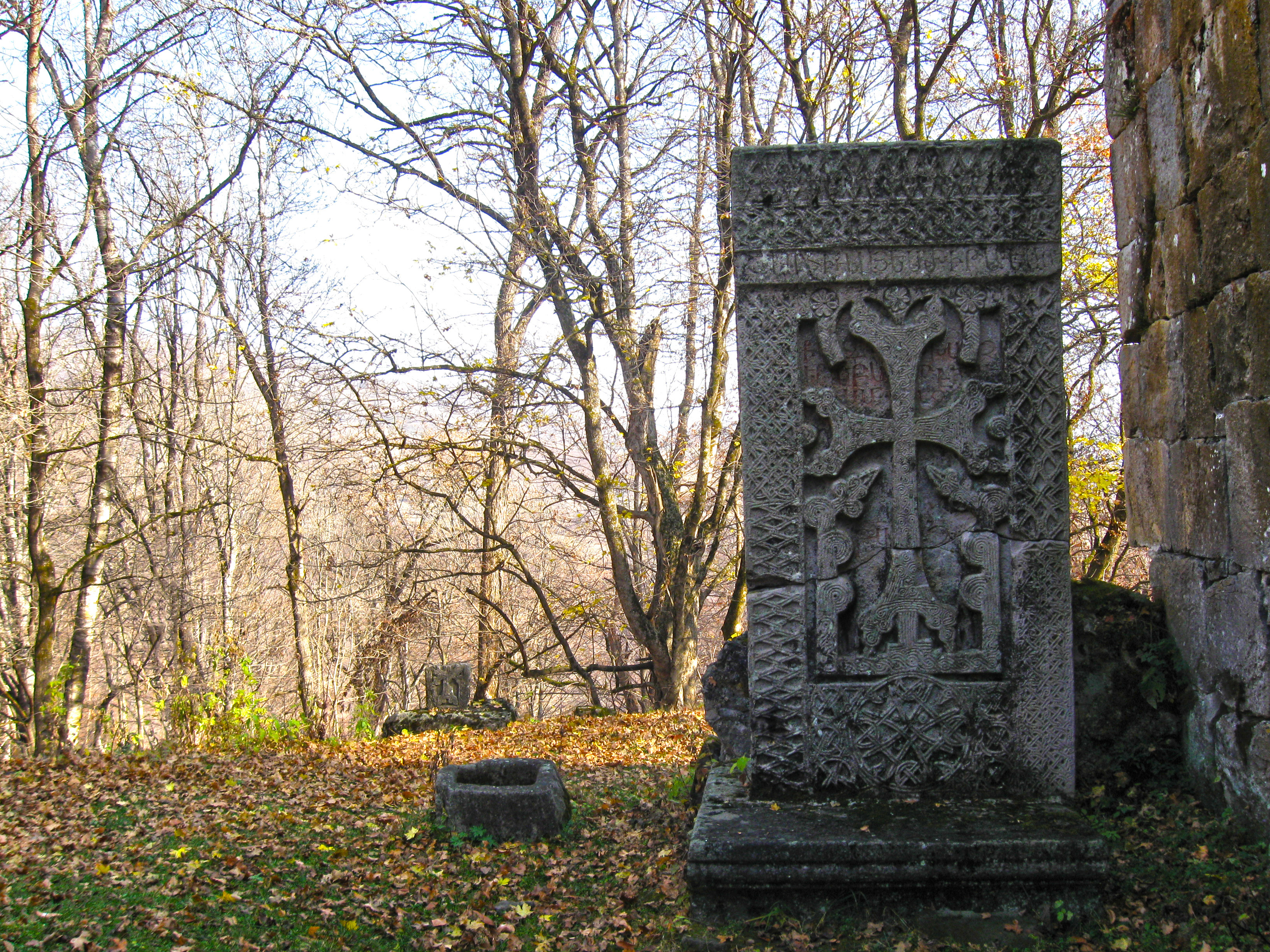
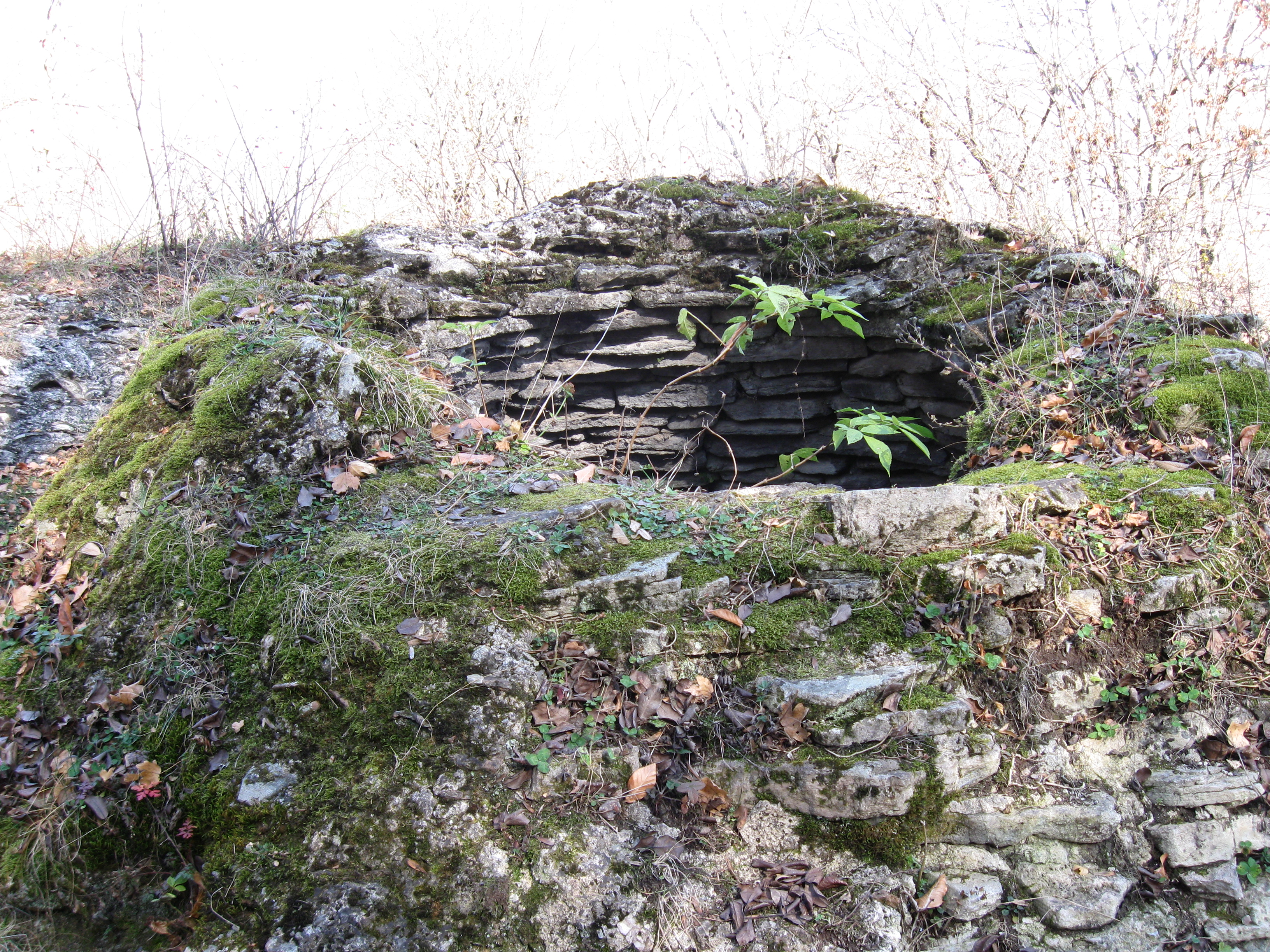
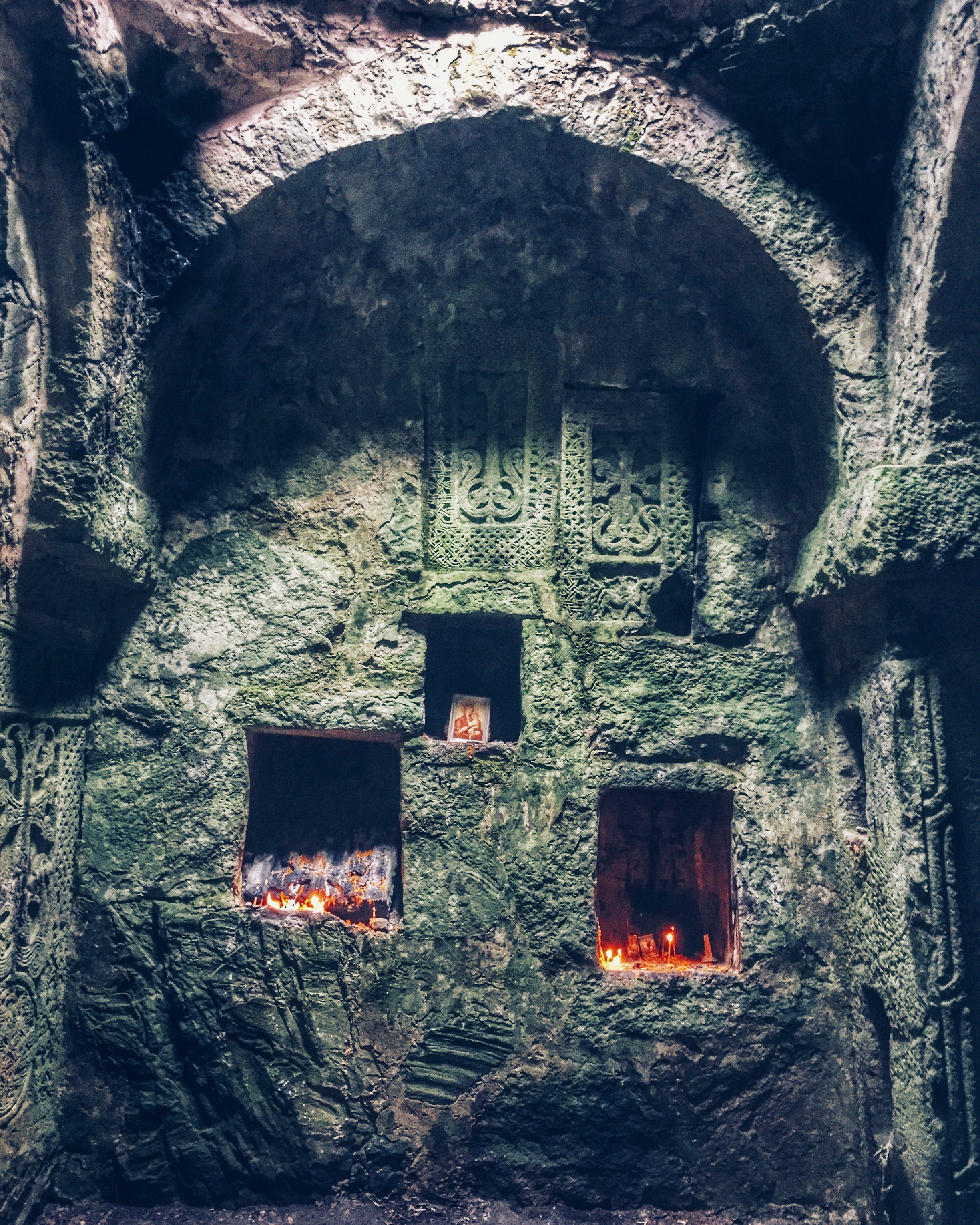
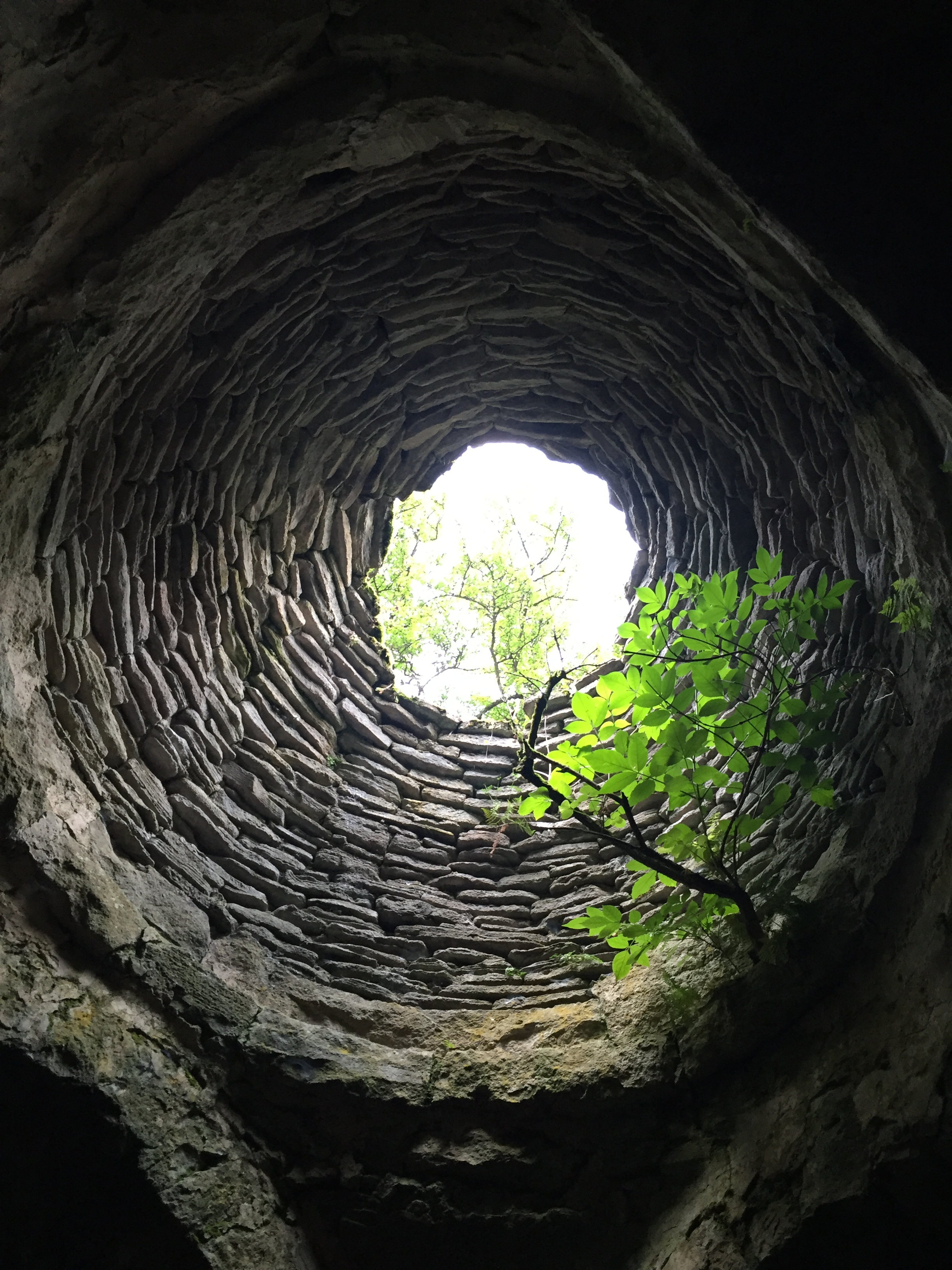